# Simon Fuller
Simon Fuller (ur. 17 maja 1960) – brytyjski menedżer muzyczny i producent telewizyjny.
Twórca telewizyjnego formatu muzycznego Pop Idol, którego powstało ponad 100 różnych wersji, m.in. American Idol, Australian Idol, Deutschland sucht den Superstar oraz Idol. Współproducent i producent wykonawczy programu So You Think You Can Dance oraz wielu różnych amerykańskich i europejskich programów. Producent wykonawczy programu dla HBO i BBC Little Britain USA.
Jako menedżer współpracował z artystami, takimi jak Spice Girls, S Club 7, Emma Bunton, David i Victoria Beckhamowie, Rachel Stevens, Annie Lennox, Andy Murray, Lisa Marie Presley, Cathy Dennis, Sam and Mark, Carrie Underwood, Samantha Ronson, Will Young, David Cook, Adam Lambert czy Lewis Hamilton.
W 2011 otrzymał własną gwiazdę na Hollywood Walk of Fame.

## Nagrody
- Nagroda Emmy Najlepszy scenariusz serialu komediowego: 1997 Ellen